# Stumpffia pygmaea
Stumpffia pygmaea Vences & Glaw, 1991 è una rana della famiglia Microhylidae, endemica dell'isola di Nosy Be (Madagascar).

## Descrizione
Con una lunghezza di 10–12 mm ed un peso di appena 0,2 g S. pygmaea è una delle rane più piccole del mondo. 

Il dorso ha una colorazione bruna con piccole macchie nere sparse. Anche la mascella superiore ha una intensa pigmentazione nera. Il ventre è di colore grigiastro.
I girini, di colore dal marrone scuro al nero, misurano 1–2 mm.

## Biologia
È una specie terrestre che trascorre gran parte del suo tempo nelle lettiere di foglie umide della foresta tropicale.
Al calar del sole i maschi iniziano ad emettere il loro richiamo che è una sorta di "cinguettio" consistente in un'unica nota, della durata di circa 200 ms, ad una frequenza di 5.8-6 kHz.
Le femmine depongono le uova all'interno di ammassi di schiuma fissati alle foglie.

## Distribuzione e habitat
Questa specie ha un areale ristretto alle isole di Nosy Be e Nosy Komba, nel Madagascar nord-occidentale.
Il suo habitat preferito è la foresta pluviale ma si adatta anche a vivere nelle zone di foresta degradata o nelle piantagioni, dal livello del mare sino a 300 m di altitudine.

## Conservazione
Per la ristrettezza del suo areale e le minacce al suo habitat la IUCN Red List classifica questa specie come specie in pericolo di estinzione (Endangered)..
È protetta all'interno della Riserva naturale integrale di Lokobe.